# Józef Petrykiewicz
Józef Adam Petrykiewicz (ur. 1898, zm. 1990) – polski żołnierz, działacz społeczny i samorządowy w II Rzeczypospolitej oraz emigracyjny.

## Życiorys
Urodził się w 1898. Był synem Kaspera i Rozalii. Miał czterech braci: Zygmunt (walczył w obronie Lwowie w 1918, zm. w 1933 po operacji, pochowany na Cmentarzu Obrońców Lwowa), Romana (uczestnik obrony Lwowa z 1918, zm. 17 stycznia 1986 w Warszawie w wieku 85 lat), Tadeusza (obrońca Lwowa z 1918, zm. 12 grudnia 1985 w Bytomiu w wieku 82 lat), Antoniego (1905-1919, poległy w walkach o Lwów, najmłodszy w historii kawaler Orderu Virtuti Militari).
Kształcił się w C. K. V Gimnazjum we Lwowie, w którym w 1913 ukończył II klasę, a później do 13 maja 1914 był uczniem III klasy. Po wybuchu I wojny światowej jako uczeń wstąpił do Legionów Polskich i służył w 4 pułku piechoty w składzie III Brygady. W listopadzie 1918 brał udział w obronie Lwowa w ramach wojny polsko-ukraińskiej, został ranny 9 listopada walcząc pod komendą dowódcy prawego pododcinka sektora Bema ppor. Franciszka Jarzębińskiego.
W okresie II Rzeczypospolitej był działaczem społecznym i samorządowym we Lwowie. Był wieloletnim radnym Rady Miasta Lwowa: w wyborach samorządowych 1934 wybrany z listy nr 1, w wyborach samorządowych 1939 wybrany z listy Listy Chrześcijańsko-Narodowej.
Po wybuchu II wojny światowej 1939 uczestniczył w obronie Lwowa. Później walczył jako żołnierz broni pancernej. Po wojnie pozostał na emigracji w Wielkiej Brytanii. Został naturalizowany w Wielkiej Brytanii 20 października 1961. Był współzałożycielem Koła Lwowian, wiceprezesem zarządu tegoż. W latach 70. przeniósł się do Stanów Zjednoczonych. Prowadził tam aktywną działalność niepodległościową. Był m.in. inicjatorem wznowienia obchodów uchwalenia Konstytucji 3 maja, które odbyły się w 1979 w Rochester, gdzie rok później zorganizował obchody 40 rocznicy zbrodni katyńskiej. Pod koniec lat 80. ponownie przebywał w Anglii. Zmarł w 1990.

## Ordery i odznaczenia
- Krzyż Komandorski Orderu Odrodzenia Polski (20 marca 1979)[15]
- Krzyż Niepodległości (9 listopada 1933, za pracę w dziele odzyskania niepodległości)[16]
- Krzyż Oficerski Orderu Odrodzenia Polski (20 marca 1979)[2][4][17]
- Krzyż Kawalerski Orderu Odrodzenia Polski[2]
- Złoty Krzyż Zasługi (1973)[18]
- Srebrny Krzyż Zasługi[2]
- Brązowy Krzyż Zasługi[12]
- inne odznaczenia[2]